# Don Bosco (Buenos Aires)
Don Bosco ist ein Stadtteil (spanisch Localidade) von Quilmes in Argentinien. Er liegt am Río de la Plata und gehört zur Metropolregion Gran Buenos Aires. Der Ort gilt als bessere Lage des Stadtraums, er ist aber von großem sozialen Gefälle geprägt.

## Geographie
Don Bosco liegt etwa 12 Kilometer südöstlich vom Buenos-Aires-Zentrum, 2 Kilometer nördlich des Zentrums von Quilmes. Es erstreckt sich als Rechteck von etwa 5 × 1 km vom La-Plata-Ufer landeinwärts. Der La Plata stellt sich hier schon als über 30 km weite Bucht des Südatlantiks dar.
Der Stadtteil gliedert sich in vier Zonen. In der Mitte liegt das eigentliche Zentrum, ein mäßig dicht bebautes Wohn-, Handels- und Kleingewerbegebiet. Im Nordosten erstreckt sich eine ausgedehnte Strand- und Marschlandschaft am La Plata. Dazwischen liegt Nuevo Quilmes, ein geschlossenes Wohnquartier gehobenster Klasse, mit der Niederlassung der Telintar. Das Südwestende bilden die Villa Itatí und die Villa Azul, das größte Armenviertel der Stadt. Zwischen erstere und Zentrum schiebt sich noch das Areal des Policlínico del Vidrio.
Die Umgrenzung des Stadtteils bildet im Nordosten der Río de la Plata, im Südosten die Avenidas Lomas de Zamora – Montevideao zu Bernal Oeste, einem Stadtteil von Bernal von Quilmes, im Südwesten die Avenida Sargento Cabral zu Bernal Este, und im Nordwesten die Verlängerung der Avenida (Colonel) Lynch zu Wilde, einem Stadtteil von Avellaneda.
Don Bosco hatte bei der Volkszählung 2001 etwa 21.000 Einwohner. Heute dürften es wesentlich mehr sein, allein die Bewohnerschaft der Villa Itatí, die zu zwei Drittel in diesen Stadtteil fällt (der Rest liegt in Bernal Este), wird 2012 mit 45.000 angegeben.
Nachbarortslagen(Localidades)
| Wilde (Ciudad Avellaneda, Part. Avellaneda) |                                             | (Río de la Plata)           |
|                                             | Kompassrose, die auf Nachbargemeinden zeigt |                             |
| Bernal Oeste (Ciudad Bernal)                |                                             | Bernal Este (Ciudad Bernal) |

## Geschichte
Ursprünglich soll hier eine Ansiedlung der einheimischen Guaraní gewesen sein. Die europäische Besiedlung des Raumes beginnt schon bald nach 1580, also nach der Gründung von Buenos Aires durch Juan de Garay, mit zwei Estancias, Del Adelantado und De Gaitán. Bis in das 19. Jahrhundert war der Raum weitgehend von Plantagenwirtschaft, aber auch Handel und Kleingewerbe geprägt. Angebaut wurde hauptsächlich Frischobst (Birnen, Pfirsiche, Wassermelonen) für die Hauptstadt. Ab 1666 wurde hier die Reducción de la Santa Cruz de los Indios Quilmes begründet, ein Lager für die Überlebenden eines aufständischen indigenen Volkes der Anden, die hier als Arbeitskräfte angesiedelt wurden, und ausstarben. 1812 wurde die Reduktion aufgelöst und in eine Siedlung umgewandelt.
1850 wurde das Anwesen der Familie Bernal, zu dem auch Don Bosco gehörte, parzelliert. Hauptverkehrsweg war die heutige Avinida San Martin, die von der RP36 Avellaneda–Pipinas nach Quilmes abzweigt. Ein Gutteil des Straßenrasters von Don Bosco folgt dem Verlauf dieser Straße, der Rest dem moderneren La-Plata-Ufer-parallelen Raster der Metropolregion.
1872 wurde entlang der Straße eine Eisenbahnstrecke errichtet, die Bahnlinie Buenos Aires – La Plata (Ferrocarril General Roca), die Quilmes über Avellaneda mit der Provinzzentrum verband. 1885 wurde die Telefonverbindung, 1886 der reguläre Postdienst an der Bahnstation eingerichtet. 1894 gründete man die erste Schule, die Escuela N 6.
1895 entstand hier – in der ehemaligen Estancia de los Dominicos des Convento de Santo Domingo de la Orden de los Dominicos Predicadores – eine Niederlassung der Salesianer Don Boscos, die schon seit 1875 im Raum Buenos Aires tätig waren (mit die erste Auslandsmission der Salesianer). Anfangs Noviziat, wurde es per 29. Mai 1898 in das Colegio Salesiano de Bernal erweitert (Grundsteinlegung 5. April 1891). 1895 wurde auch die Iglesia de Nuestra Señora de la Guardia, die Kirche des Stadtteils, eingeweiht. Die Don-Bosco-Schwestern (FMA, spanisch Hermanas de María Auxiliadora) machten sich ebenfalls ansässig. Die Salesianer sind bis heute hier besonders in der Jugendarbeit und Betreuung der Armenviertel tätig.
1914 folgte eine Ambulanz, vom ersten Arzt vor Ort, Fernando Pozzo, begründet. In dem Jahr wurde Nuestra señora de la Guardia auch zur Pfarrkirche erhoben.
Der Camino General Belgrano, die Fernstraße Buenos Aires – La Plata, wurde in den 1910ern errichtet, dieser ist heute die Autobahn RN1. Sie trennt das Stadtgebiet vom Küstenland.

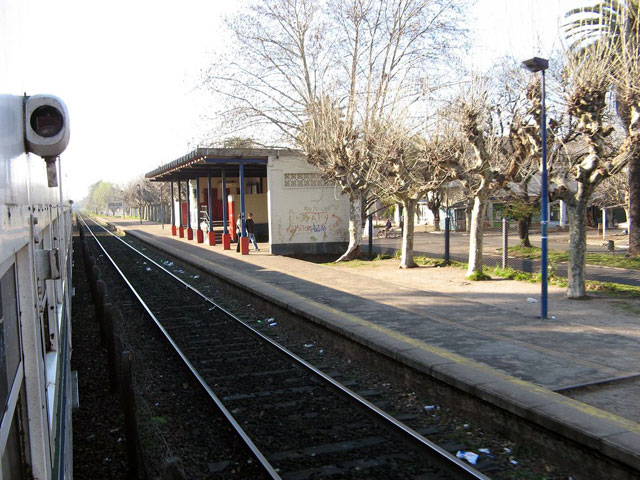
Estación Don Bosco, Siedlungskern des Stadtteils

1929 wurde dann die – ortsüblich schlicht – als Parada Km.13 bezeichnete Bahnstation in Estación Don Bosco umbenannt, auf Betreiben des Salesianerpaters Lambruschini, der mit dem seinerzeitigen argentinischen Präsidenten Hipólito Yrigoyen befreundet war – laut Dekret „auf Wunsch der Bevölkerung“ und in Würdigung der „effektiven Arbeit der ausgezeichneten Erzieher“. In der Folge ging der Name auch auf den ganzen Stadtteil über, und dieser wird heute neben Bernal als eigenständig gerechnet. Der Begründer der Salesianer, Don Bosco, war kurz vorher seliggesprochen worden, und wurde so auch Stadtpatron. Die formale Umbenennung der Ansiedlung datiert 17. April 1931. Per 25. November 1979, anlässlich des Hundertjahr-Jubiläums der Salesianerniederlassung, wurde Don Bosco in den Rang einer Ciudad gestellt.
Ab den 1940ern entwickelt sich der Stadtteil zunehmend, zuerst entlang der Geleise. Don Bosco hat als Wohnort der Mittelschicht einen durchaus guten Ruf und weist im Stadtkern noch einige historische Villen auf. Ein Gemeinderat war schon 1938 eingerichtet worden.
Seit den 1960ern entstand im urbanen Freiraum um die Anschlussstelle der RN1 eine illegale Armensiedlung (spanisch: villa miseria) errichtet von Arbeitsmigranten, die meist aus Paraguay, Bolivien, Brasilien und Mexiko stammen. Das Gebiet ist gegen die umliegenden Stadtkerne an den Straßenzügen scharf abgegrenzt, ein sozialer Kontakt findet nur zwischen Itatí und der Bahnhaltestelle statt. Die Villas Itatí und Azul liegen im regelmäßigen Überschwemmungsgebiet der ehemaligen Lagune, und sind von Kriminalität und Drogenproblemen geprägt.
2007–2010 wurde auf der küstennahen Seite, bis hin zur Autobahn, Nuevo Quilmes als eine geschlossene, bewachte Wohnanlage (barrio cerrado, barrio privado ubicado, gated community, in Argentinien meist auch Country Club) erbaut, eine luxuriöse Siedlung, die sich um eine eigene Lagune verteilt. Das Areal hatte dem staatlichen Telekommunikationsunternehmen Startel, heute ENTEL, gehört. Es umfasst um die 650 Wohnungseinheiten und 5 Hektar Park, wie auch ein eigenes Einkaufszentrum.
Eine Verschärfung der Hochwassersituation der umliegenden tieferliegenden Gebiete nach umfassenden Geländearbeiten wird befürchtet.

## Infrastruktur und Kultur
Don Bosco ist durch die Eisenbahn wie auch die Autobahn bestens an den Großraum Buenos Aires angebunden. Am Haltepunkt verkehren zwei metropolitane Linien der Ferrocarril General Roca, von Constitución nach Bosques und nach La Plata (Betreiber: Unidad de Gestión Operativa Ferroviaria de Emergencia UGOFE).
Im Stadtteil gibt es mehrere öffentliche und private Schulen, eine öffentliche Bibliothek (Biblioteca Popular Don Bosco), zwei Clubs (soziale Zentren mit Sportvereinen, Libertad und Don Bosco der Salesianer), ein Krankenhaus (Policlínico del Vidrio) und ein Erste-Hilfe-Zentrum.
Hauptfestivität des Orts sind die Festejos de la semana de Don Bosco 16.–23. November, in denen der Namenspatron geehrt wurde. Die Festwoche wurde vom Stadtrat per Verordnung als „von kommunalem Interesse“ erklärt.